# Театър „Виа Верде“
Театър „Виа Верде“ е българска театрална трупа.

## История
Театър „Виа Верде“ е създаден през 2004 г. първоначално като студентски театър към Лесотехническия университет. Впоследствие придобива самостоятелен статут на НПО с ръководител доц. д-р Пламен Глогов. До настоящия момент театърът е реализирал над 40 авторски спектакъла на любителски и професионални сцени в България и чужбина, в това число комедийни и драматични спектакли, мюзикъли и детски пиеси. Носител е на награди от фестивали на самодейното театрално изкуство. Много от членовете на театъра са работили и все още работят с деца в детски заведения, училища, читалища, като аниматори в парти-центрове и преподаватели в школи за танци и театър. 

## Философия
Постановките на Театър Виа Верде следват Философията на Себенадмогването, създадена от ръководителя на театъра Пламен Глогов, съгласно която  смисълът на човешкия живот е в надмогването на егото, водено от надличностен императив – социална кауза  (на  житейско  ниво)  и  поддържане  на  висшето  енергийно състояние на  Свръхсъзнанието  (на  духовно  ниво).  По тази причина постановките на театър „Виа Верде“ носят социални послания и каузи като съхраняване на културно-историческите ни паметници, закрила на детето, внимание към хората с увреждания (в частност с хората с увреден слух), защита на нощните птици и биоразнообраието в България и др. 

## Спектакли
Трупата на Театър Виа Верде реализира следните постановки на професионална сцена: „Паметникъ“ (2009), „Песен за човека“ (2010), „Косе Босе Суперзвезда“ (2011), „Чудният свирач“ (2012), „Повелителят Сова“ (2014), „Любопитното слонче“ (2015), „Щастливият принц“ (2016), „Чичо Фьодор“ (2016), „Потъник“ (2016), „Сеансът“ (2017), „Баджанаци“ (2018), „Влюбеният Трифон Зарезан“ (2019), „Котаракът в чизми“ (2019), „Откупът“ (2019), "Тримата братя и златната ябълка" (2021), "Човекът, който хвана царя за носа (2021), "Президентският кандидат" (2021), "Жена на първа среща" (2022), "Стрелбище" (2023), "Хобит" (2023). 